# Prapag Lor (Losari)
Prapag Lor is een bestuurslaag in het regentschap Brebes van de provincie Midden-Java, Indonesië. Prapag Lor telt 5586 inwoners (volkstelling 2010).